# Jägersruh (Mindelheim)
Jägersruh ist ein Ortsteil der oberschwäbischen Stadt Mindelheim und Teilort der ehemals selbständigen Gemeinde Mindelau im Landkreis Unterallgäu.

## Geographie
Der Ort liegt etwa fünf Kilometer südwestlich von Mindelheim und fünf Kilometer nordöstlich von Bad Wörishofen. Jägersruh ist durch die Kreisstraße MN 25 mit Mindelheim und Bad Wörishofen verbunden. Die Einöde ist an allen Seiten von Wäldern umgeben.

## Geschichte
Jägersruh entstand im 19. Jahrhundert als Jagdgehöft. Später kam zu diesem Gehöft eine Lehmgrube mit Ziegelei hinzu. Daneben existiert eine Gastwirtschaft am Ort.